# Gob Squad
Gob Squad är ett danskt punkrockband, som grundades 1996 i Århus. Bandet har släppt tre studioalbum och har för närvarande kontrakt med skivbolaget Mascot Records. Sångaren Thomas Bredahl är även gitarrist i Volbeat sedan 2007.

## Diskografi

### Album
- Call For Respose (2003)
- Far Beyond Control (2005)
- Watch the Cripple Dance (2008)